# Case
Pour les articles homonymes, voir Case (homonymie).
Une case désigne un type d'habitation plutôt rudimentaire en bois, en terre ou en pierre en Afrique mais aussi en Océanie, en Asie, aux Amériques, aux Antilles. La case créole est aussi la maison traditionnelle des Antilles, de la Guyane, de La Réunion, de Louisiane, des Seychelles, de Mayotte, d'Haïti et de l'Île Maurice.

## Étymologie
Le mot case vient du latin casa, qui signifie maison.

## En Afrique subsaharienne
En Afrique, une case est un bâtiment le plus souvent destiné à l'habitation, traditionnellement couvert de chaume, parfois de tôles.

Suivant les régions, elle peut être de forme ronde, carrée ou rectangulaire. 

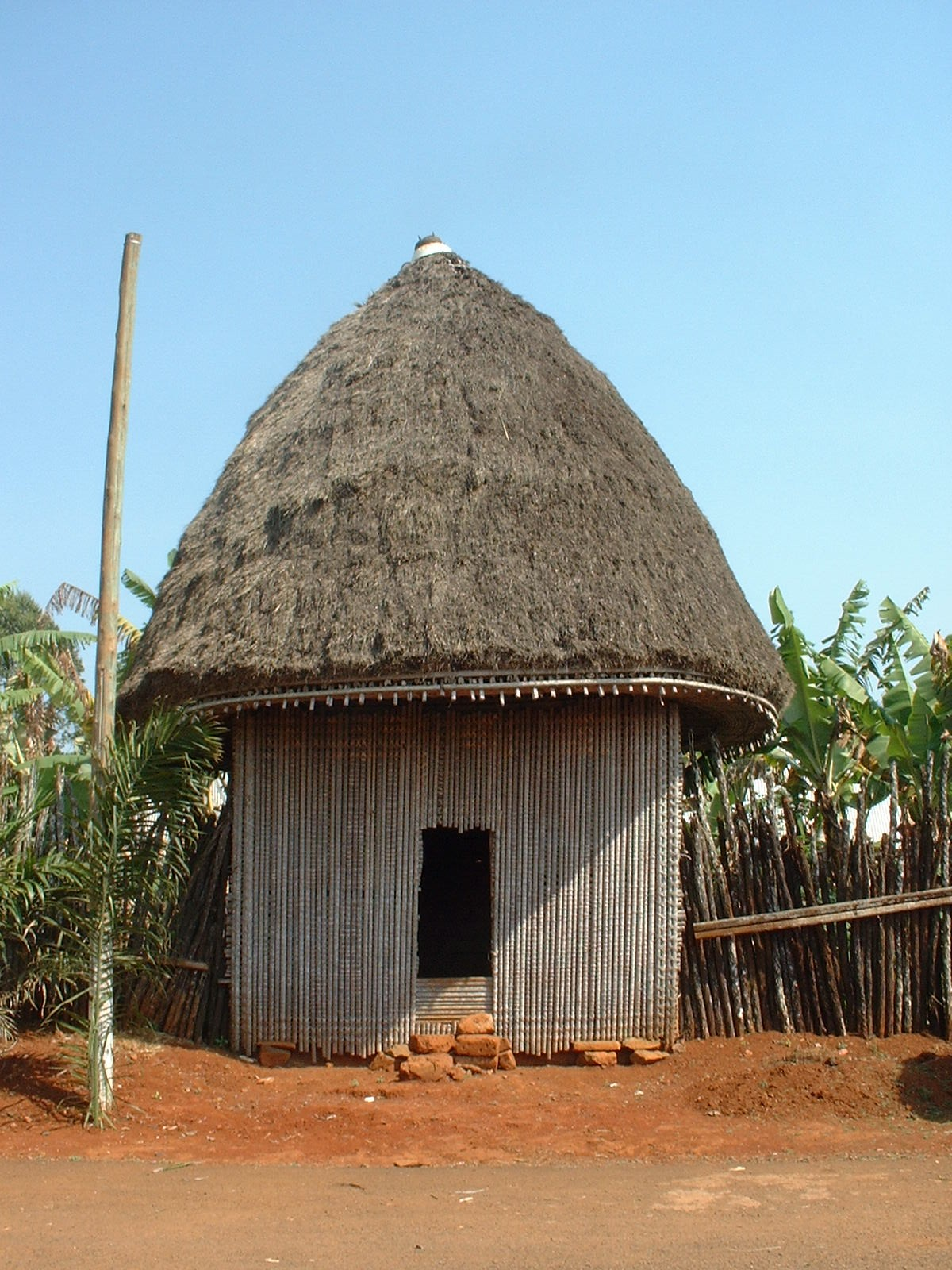
Case du village de Bana.
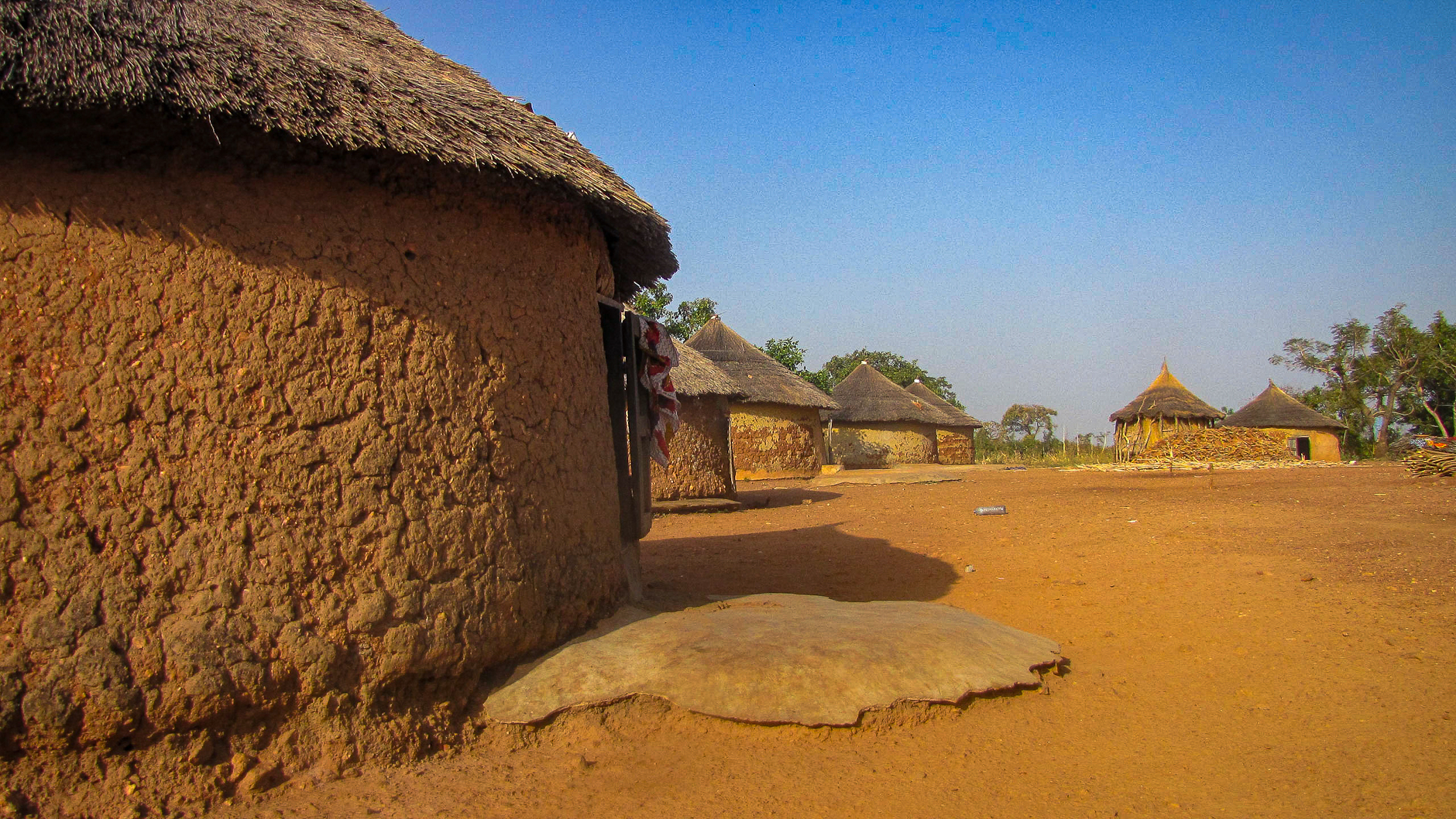
Cases rondes des Peuls au Bénin.
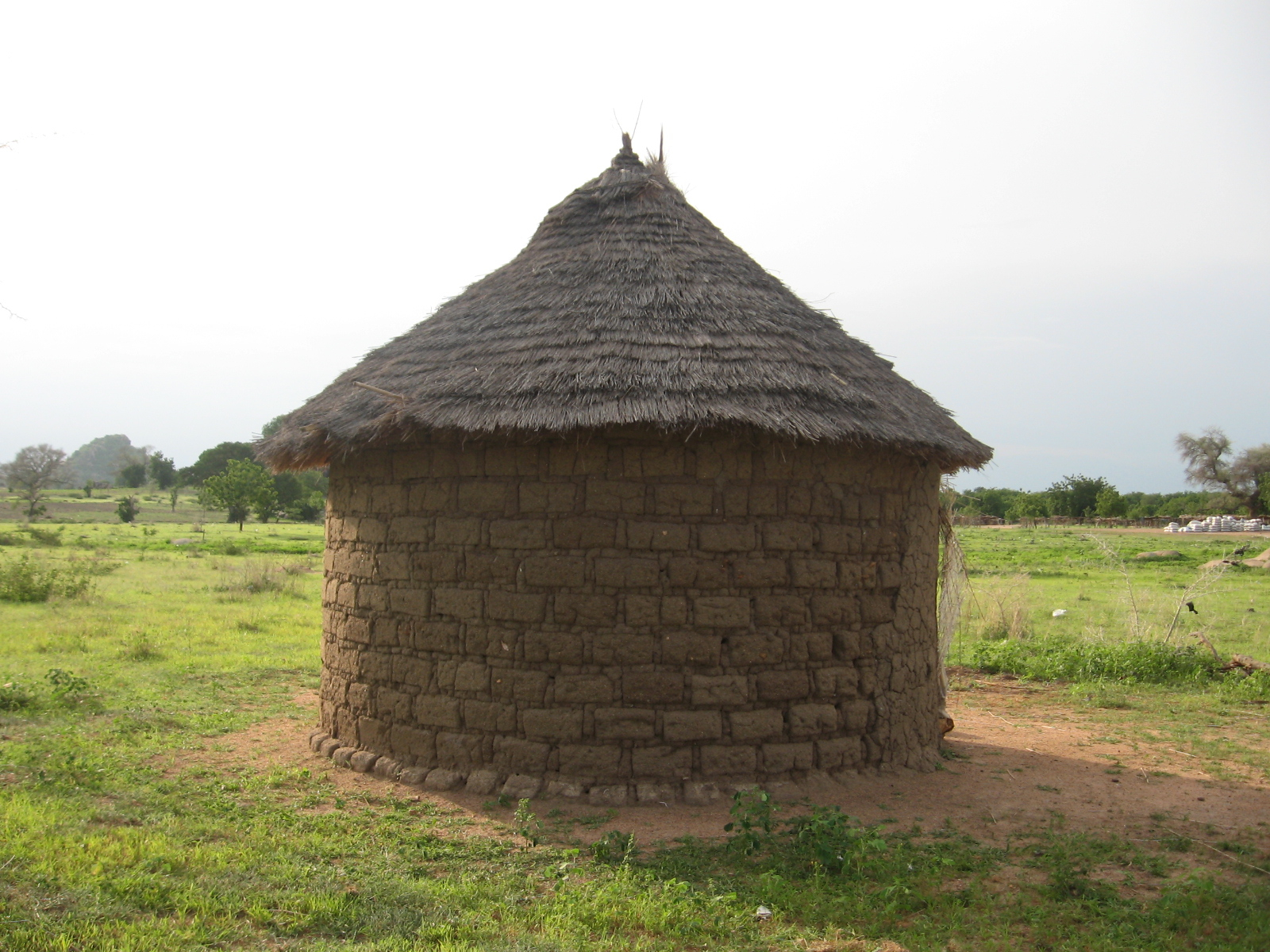
Case au Cameroun.
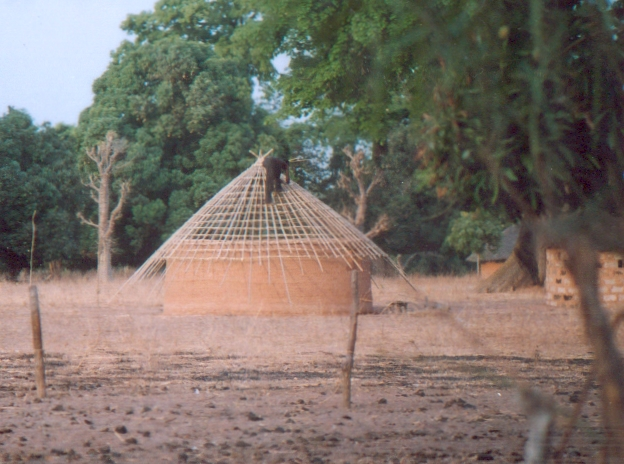
Construction du toit d'une case en Guinée
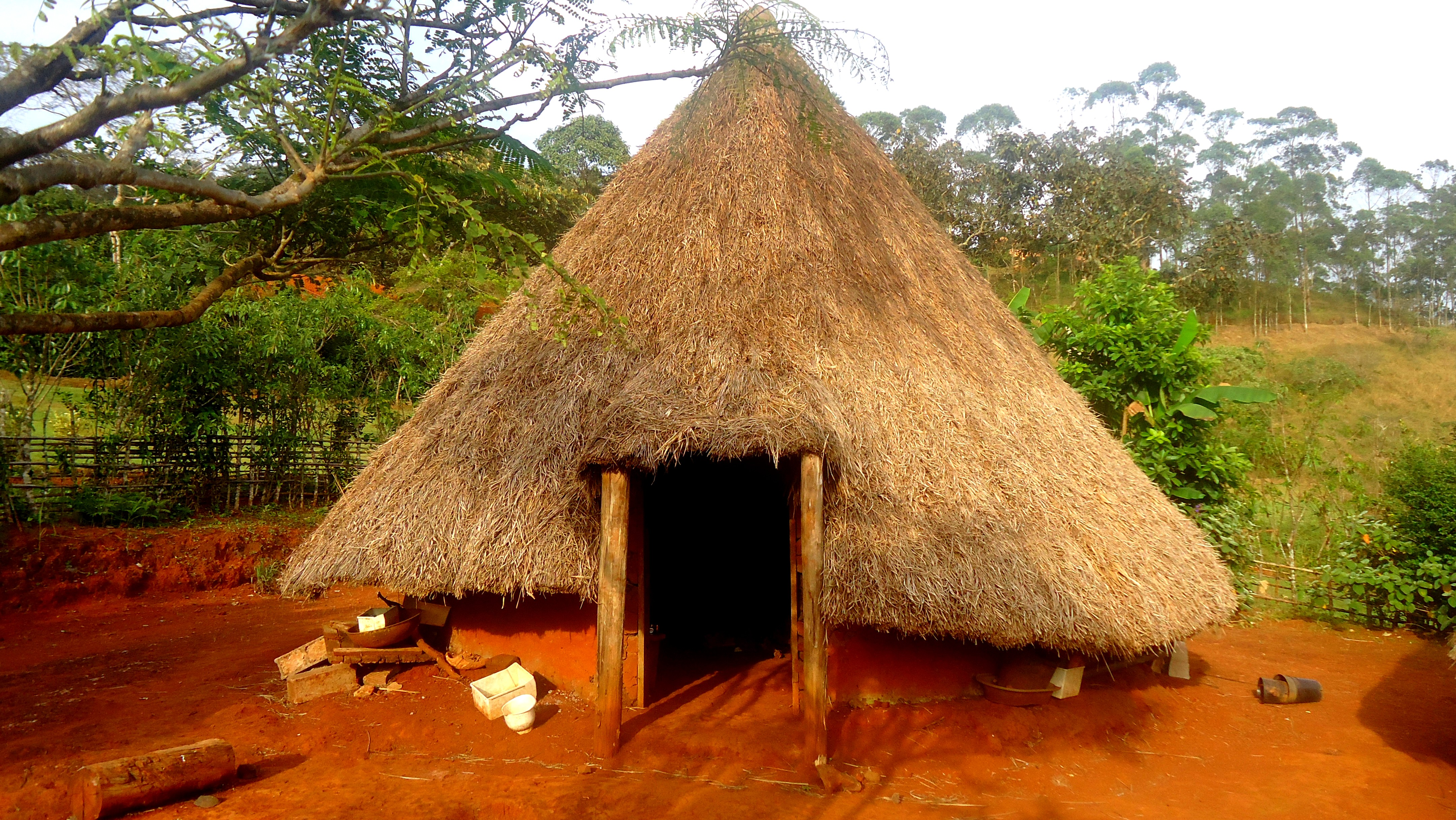
Case de la région du Nord (Cameroun), reproduite à la Fondation Jean Félicien Gacha à Bangoulap, dans la région de l'Ouest (décembre 2015).

### Cases célèbres
La case est parfois le reflet de mosquée mythiques, des lieux de pouvoir, ou de lieux de prise de décision politique en Afrique de l'Ouest.
Quelques cases célèbres:
- La case d'homme de Soumaoro Kanté
- La case de la prise de décision d'entame la bataille de Kirina
- La mosquée ou la case d'intronisation des Almamy des Diwés du Fouta Djallon à Fougoumba[2]
- La case à palabre de Dalaba pour la prise de l'indépendance de la Guinée en 1958[3].

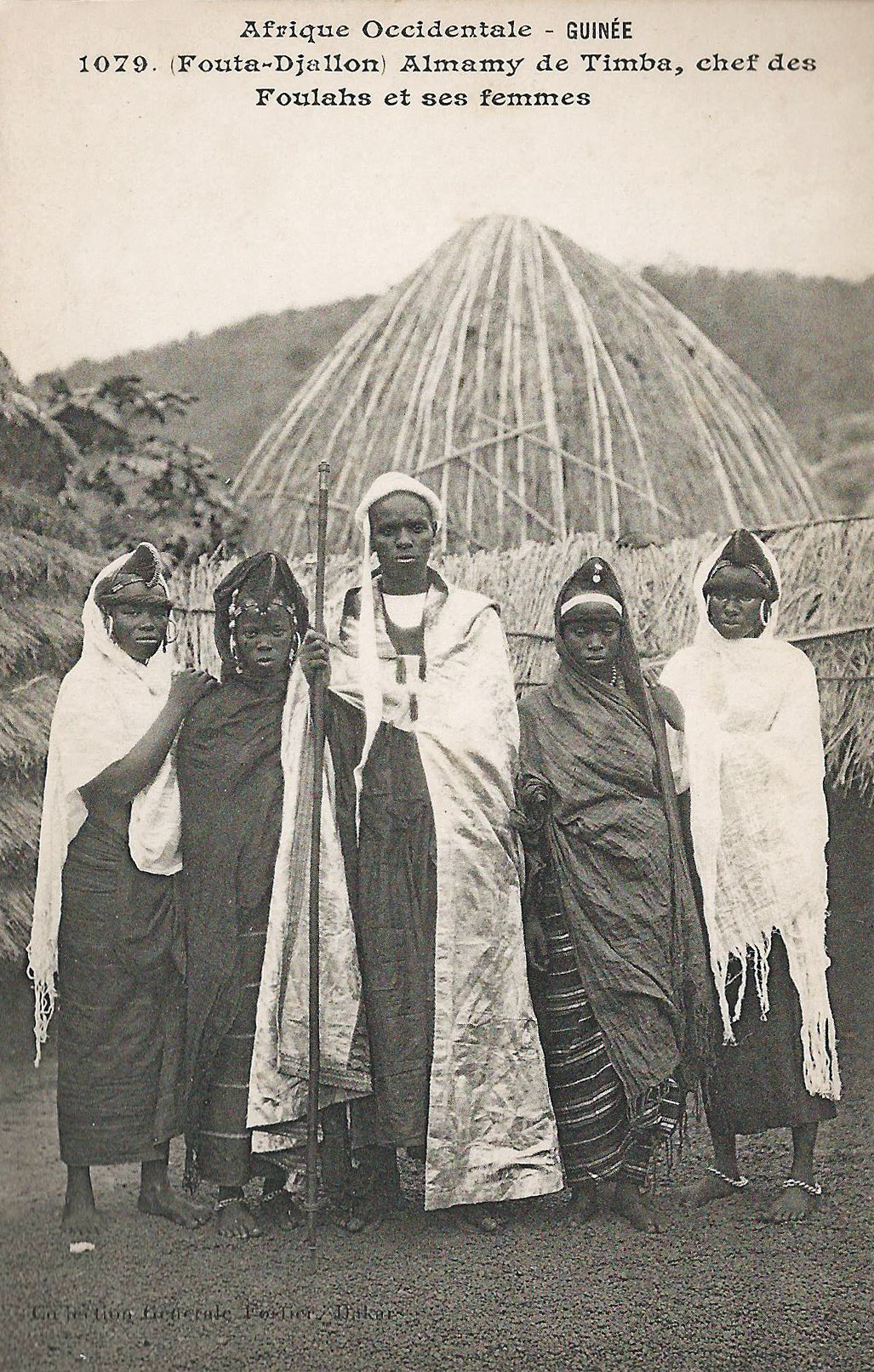
Almamy de Timba et ses femmes (Guinée).
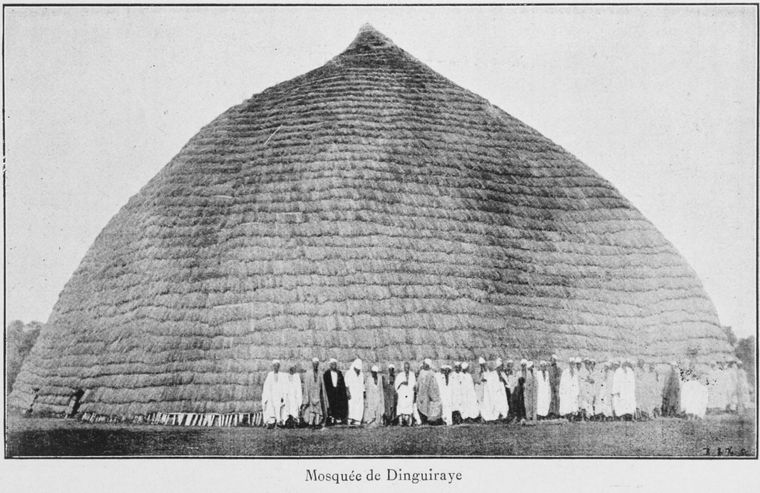
Mosquée d' El Hadj Oumar Tall à Dinguiraye (Guinée).
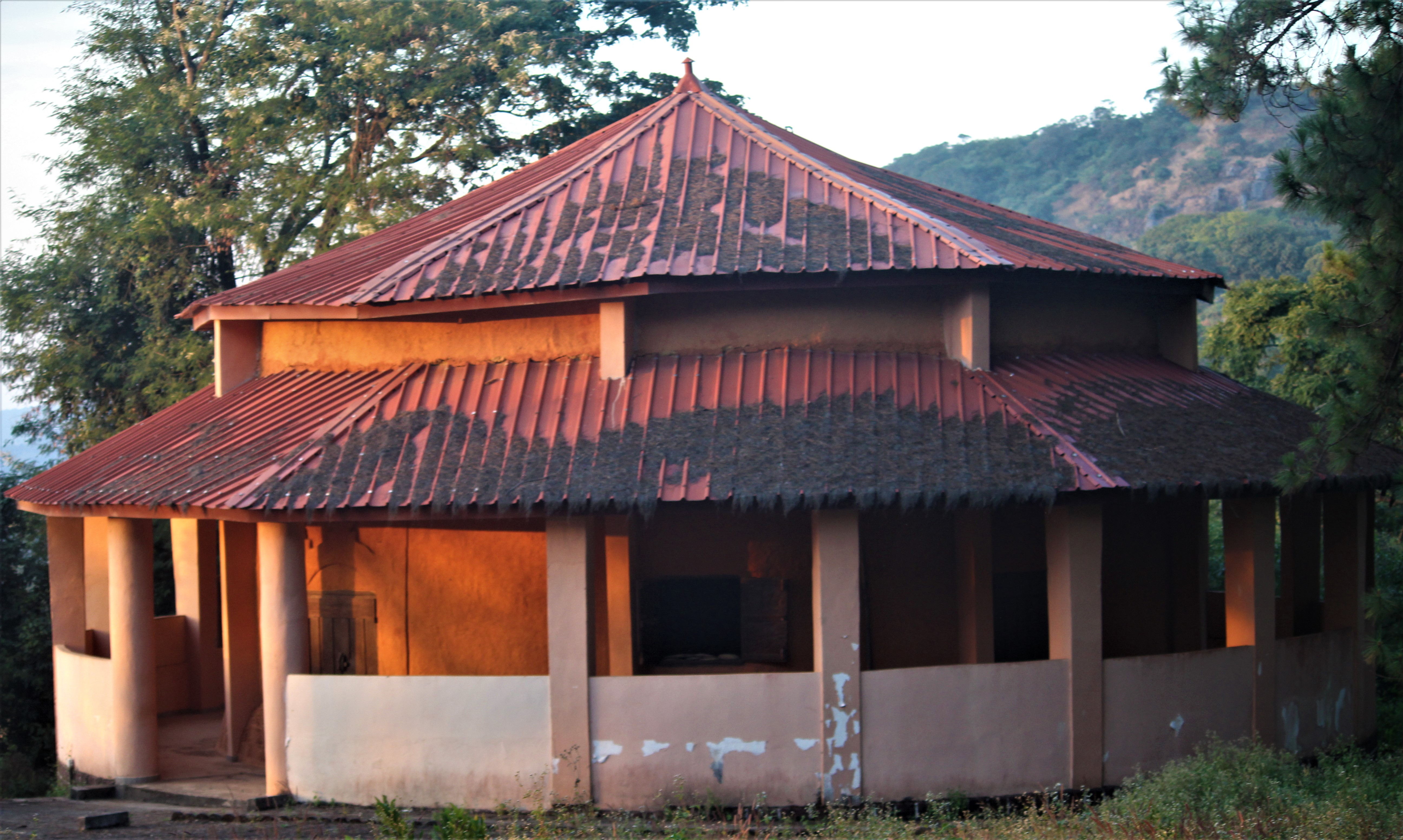
Case à palabres de Dalaba (Guinée).

## Dans les colonies d'Amérique

### Case d'esclaves
La case désignait aussi l'habitation rudimentaire des esclaves afro-américains ou amérindiens dans les plantations en Amérique et notamment dans les Antilles et en Guyane. Elles étaient regroupées dans le quartier des esclaves dont la voie centrale porte le nom de « rue Cases-Nègres ». Le nom est resté après la fin de l'esclavagisme.

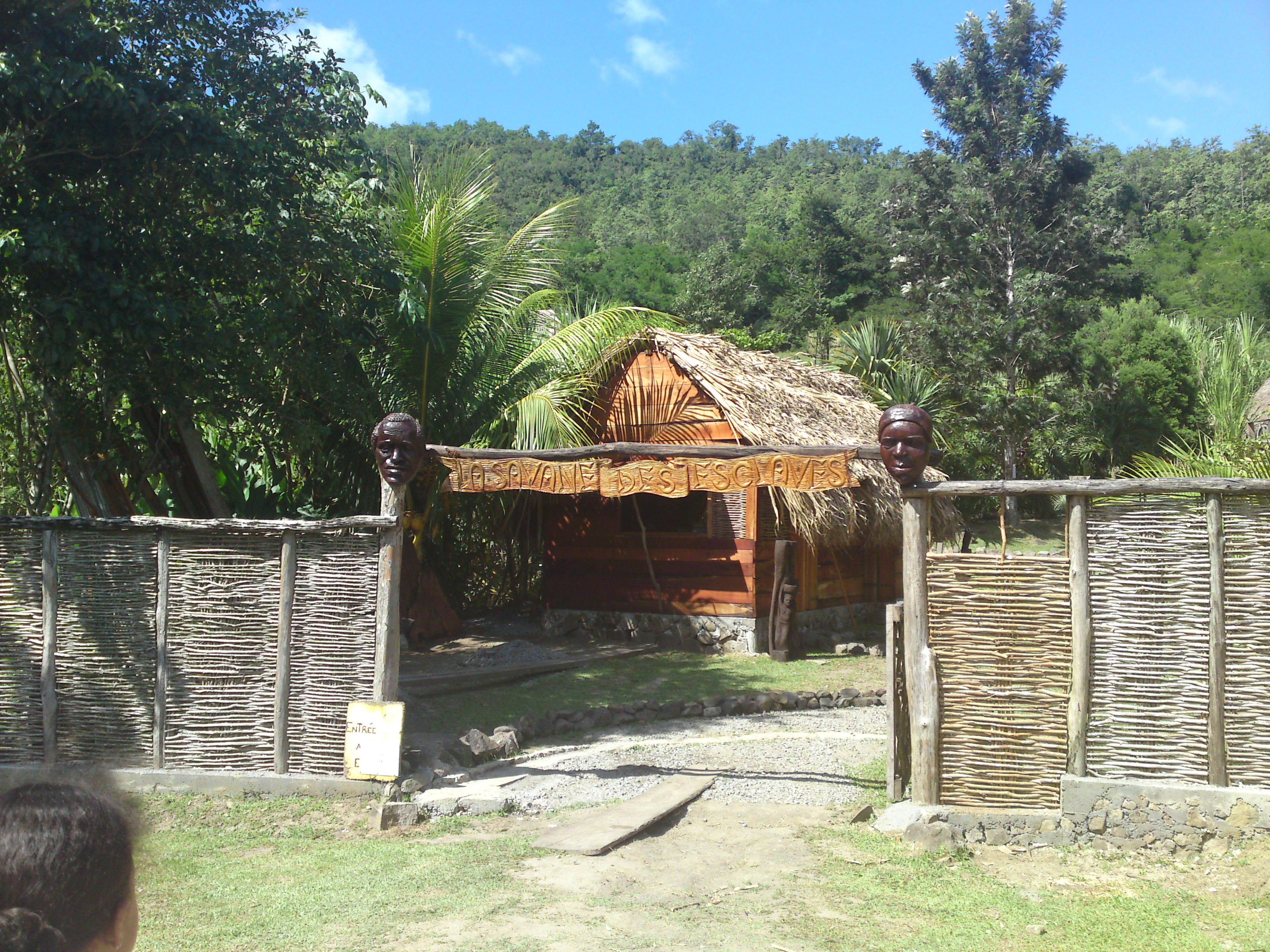
Exemple de case en Martinique
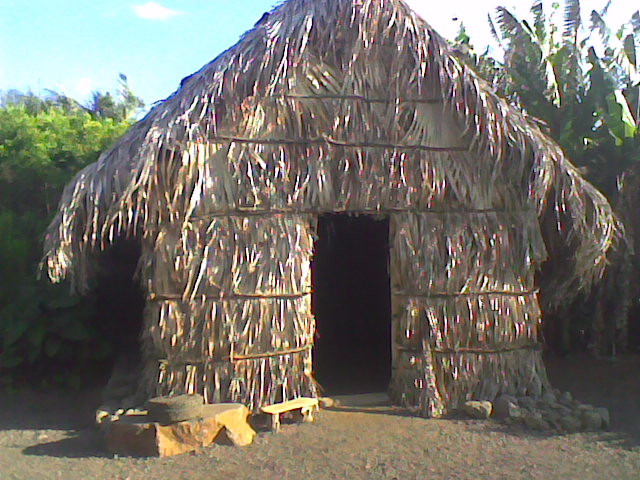
Case en feuilles de latanier, domaine de Café Grillé, La Réunion.
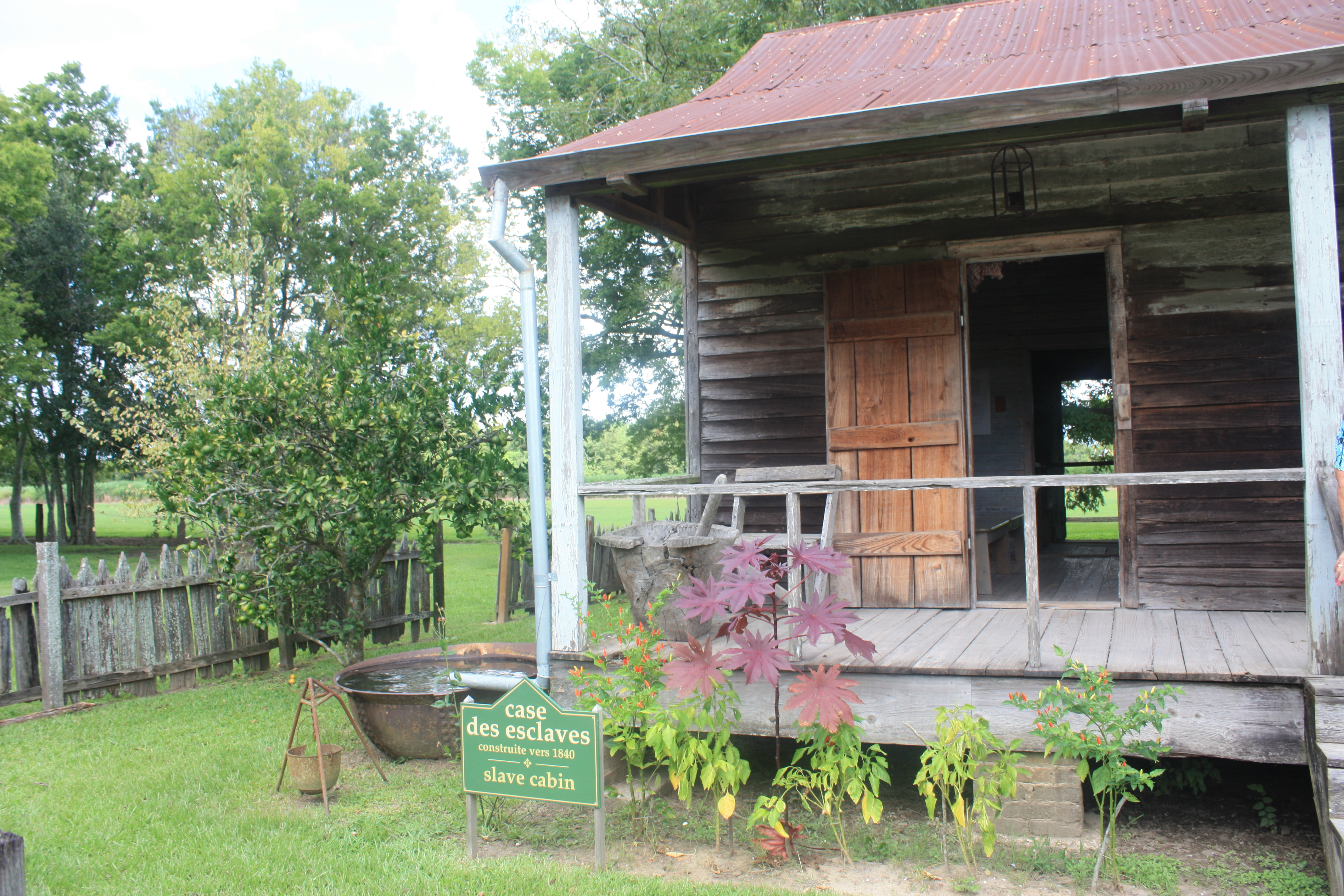
Case à esclave de la Plantation Laura (États-Unis).
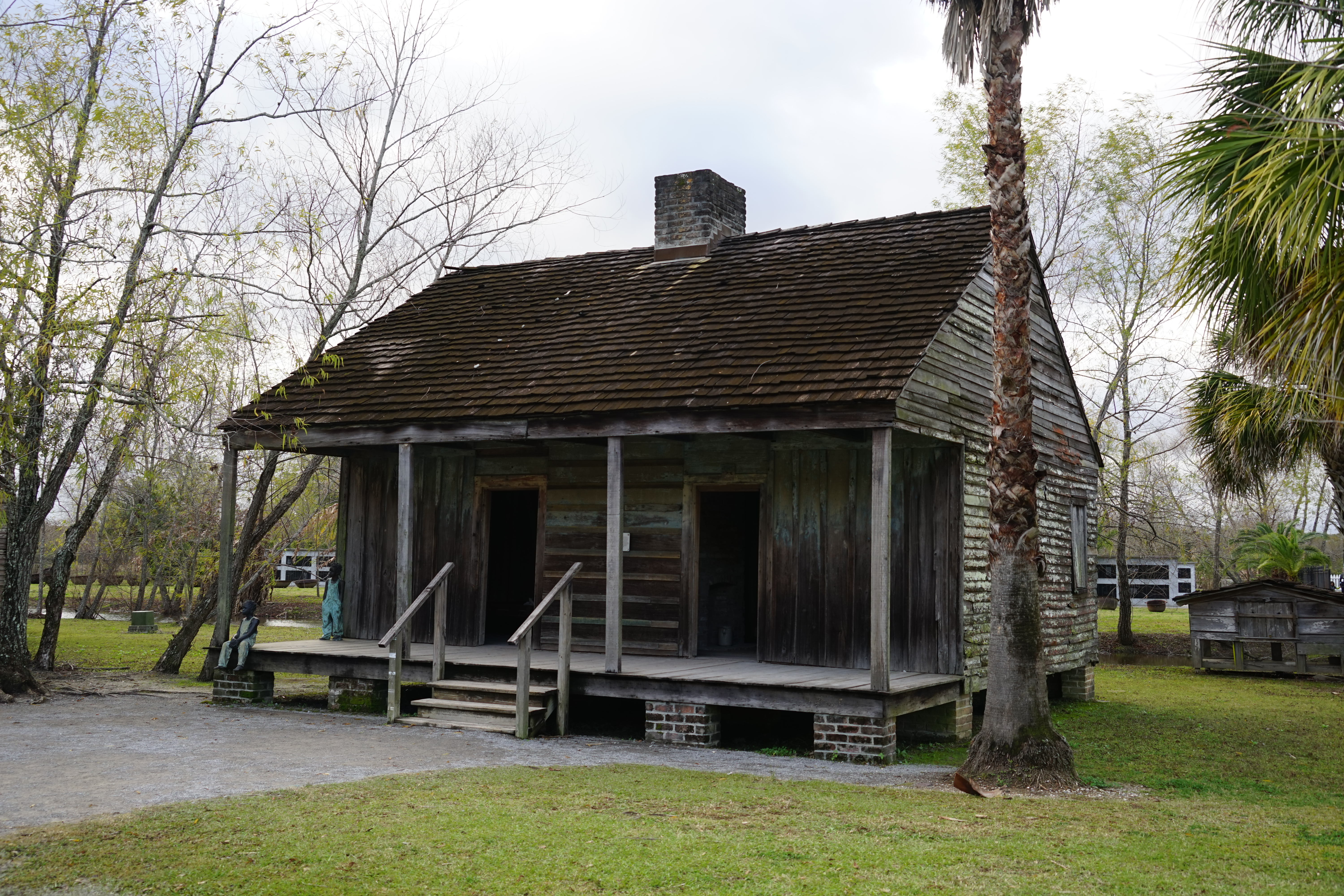
Vestige d'une case d'esclaves dans la Plantation Whitney en Louisiane.

### Case créole
La case créole (Kaz ou Kay selon les créoles) est la maison traditionnelle des Antilles, de la Guyane, de La Réunion, de Louisiane, des Seychelles, de Mayotte, d'Haïti et de l'Île Maurice (elle existe sous d'autres formes à Pondichéry, Suez ou encore Saïgon et Hanoï). Elle symbolise l'art de vivre des Créoles et fait partie intégrante de leur univers.
Présentant de nombreuses spécificités, une histoire et une évolution intimement liées à celles des populations créoles, elle prend des formes différentes selon la région.

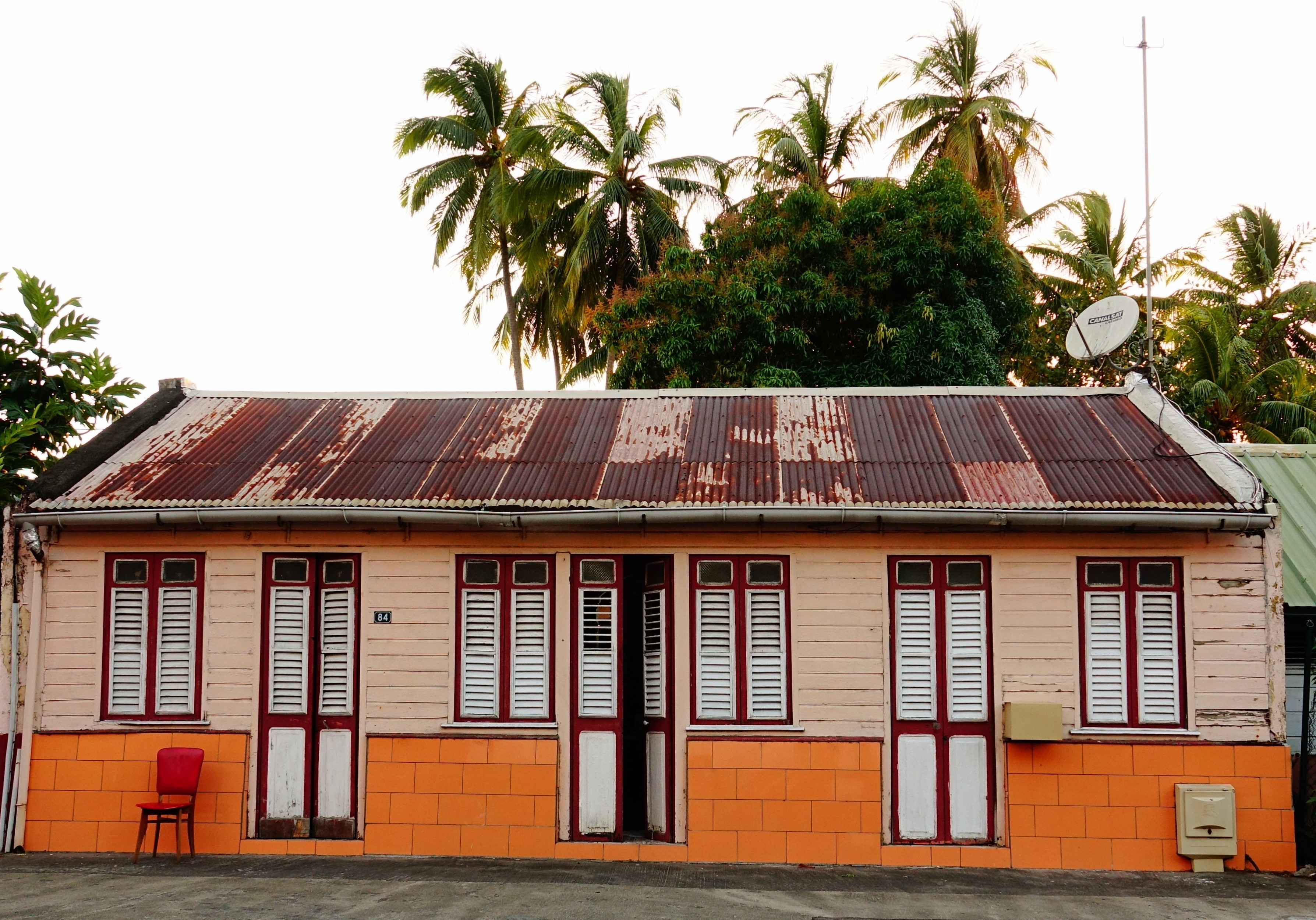
Case créole au Carbet (Martinique).
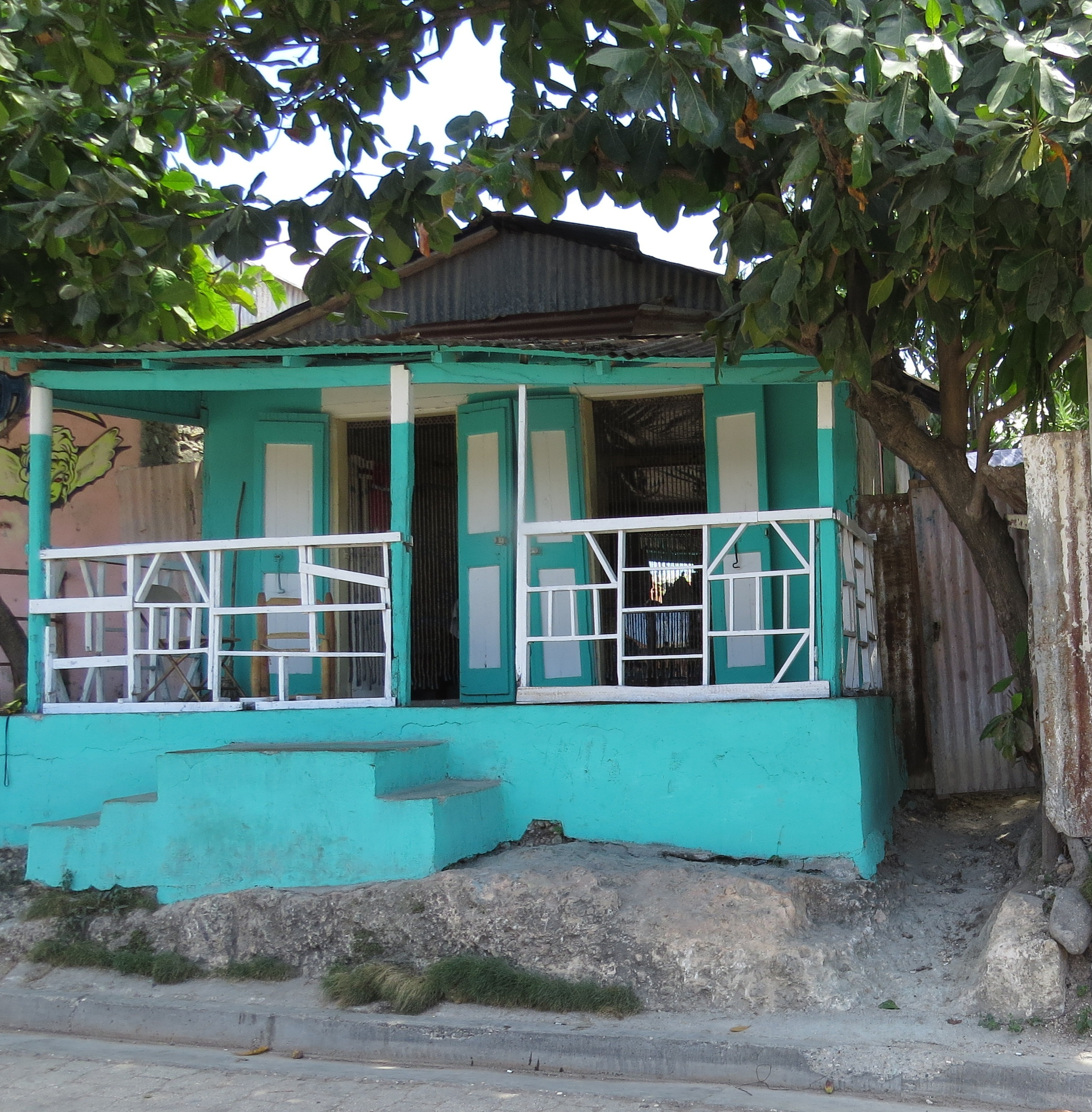
Case créole à Jacmel (Haïti).
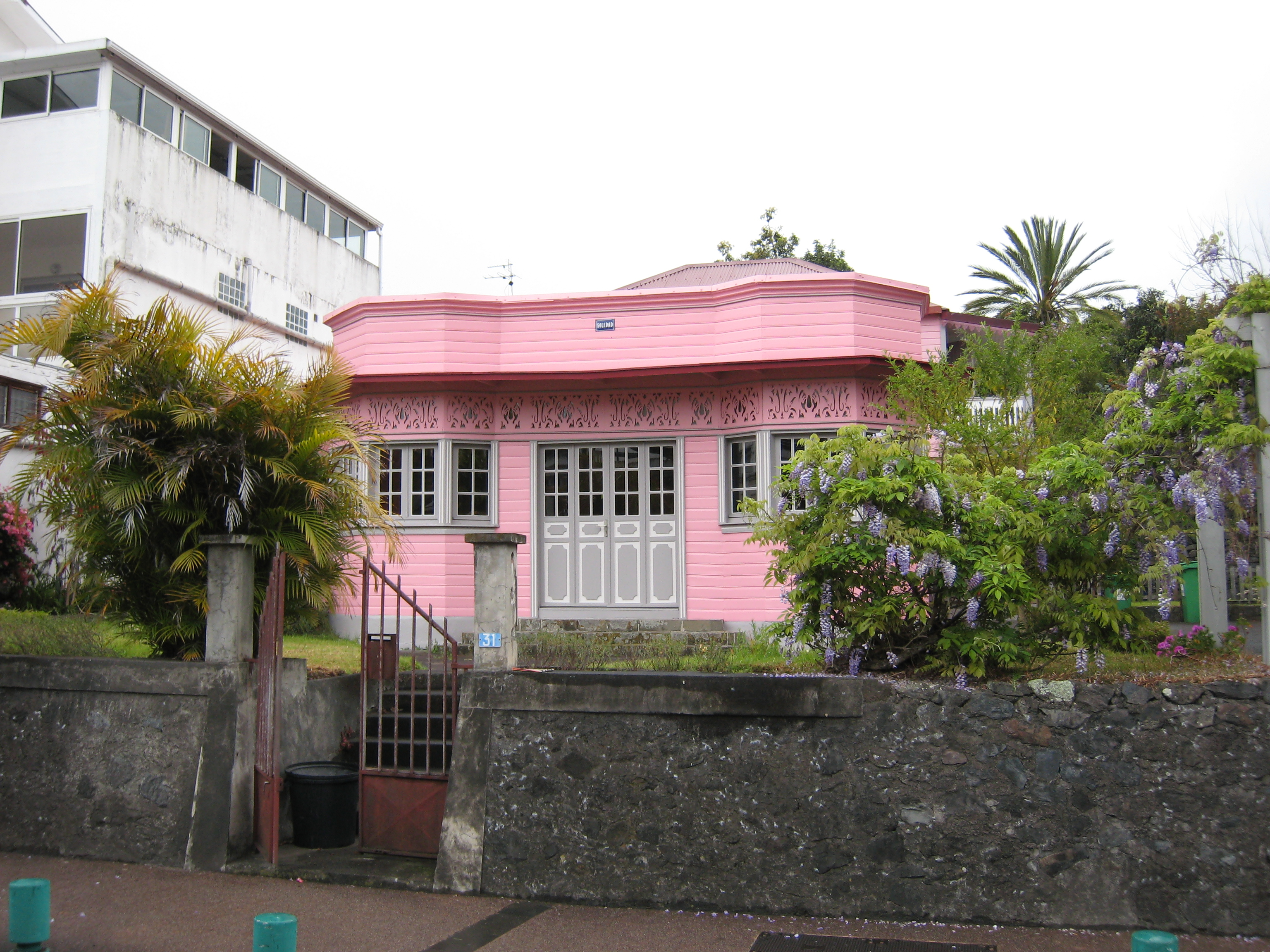
Case créole à Cilaos (Réunion).